# 阿羅漢
仏教用語の阿羅漢（あらかん）とは、サンスクリット: अर्हत् , arhat（アルハット）、パーリ語: arahant（アラハント）に由来し、仏教において最高の悟りを得た、尊敬や施しを受けるに相応しい聖者のこと。この境地に達すると迷いの輪廻から脱して涅槃に至ることができるという。略称して羅漢（らかん）ともいう。サンスクリット語 arhat の主格 arhan やパーリ語 arahant の音写語。漢訳には応供（おうぐ）という意訳もある。
梵: arhatや巴: arahant, arahantaの漢訳である応供は釈迦牟尼仏の別称である十号の1つでもある。阿羅漢は、もとは仏の別称であったが、後に仏と区別され、声聞（仏の弟子）を指す言葉となった。大乗仏教では声聞を批判的に阿羅漢と呼び、仏と区別した。大乗仏教の漢訳圏では総じて、阿羅漢を声聞（小乗）と同一視し、菩薩や仏と対置して批判的にみる俗説が通流した。
僧団の規則である律においては、阿羅漢でない者が、自分が阿羅漢でないことを知っていながら、故意に阿羅漢を名乗ることを「大妄語」とし、最も重い波羅夷罪を科して僧団追放の対象とした。

## 原語と漢訳
梵: arhatは、インドの宗教一般において、尊敬されるべき修行者を指した。通俗語源解釈として、煩悩の賊（ari）を殺す（han）から殺賊（せつぞく）と言われたり、涅槃に入って迷いの世界（三界）に生れない（a（不） + ruh（生ずる））から不生（ふしょう）と言われたりする。arhat を語幹に持つ अर्हत्फल（arhatphala）や अर्हत्त्व（arhattva）は阿羅漢果と漢訳され、英訳では arhatship が当てられている。

## 教義

### 原始仏教
原始仏教・部派仏教において阿羅漢は、修行者の到達し得る最高位である。漏（煩悩）が尽き滅し終えて解脱した者である。既に不還となって五下分結が絶たれており、さらに五上分結を絶った者である。
- 五下分結（三結および、貪、瞋）
- 五上分結
  1. 色貪（rūpa-rāga） - 色界に対する欲望・執着
  2. 無色貪（arūpa-rāga） - 無色界に対する欲望・執着
  3. 慢（māna） - 慢心
  4. 掉挙（uddhacca） - 心の浮動
  5. 無明（avijjā） - 根本の無知

Katamo ca bhikkhave catuttho samaṇo? Idha bhikkhave bhikkhu āsavānaṃ khayā anāsavaṃ cetovimuttiṃ paññāvimuttiṃ diṭṭheva dhamme sayaṃ abhiññā sacchikatvā upasampajja viharati. Ayaṃ bhikkhave catuttho samaṇo.
比丘たちよ、いかなるものが第四の沙門なのか。

比丘たちよ、ここに比丘がいて、諸漏（āsavā）を滅尽したゆえに、無漏の心解脱・慧解脱を現世において自ら証知し、作証し、具足して住む。

比丘たちよ、これが第四の沙門である。
—パーリ仏典, 増支部四集 241,沙門経 Samaṇasuttaṃ, Sri Lanka Tripitaka Project 
学道を完成してこれ以上に学ぶ要がないので阿羅漢果を無学位（むがくい）という。それ未満の、不還果（ふげんか）・一来果（いちらいか）・預流果（よるか）を「有学位」（うがくい）という。阿羅漢果を経てしまうと、欲界への執着を失うため世間にとどまることができず、出離し出家するしかなくなる。
| 四向四果 (解脱の10ステップ, パーリ経蔵による) | |              |                               |
| 到達した境地(果位)                            | 解放された結                                                                                           | 解放された結 | 苦が終わるまでの輪廻          |
| 預流                                          | 1. 有身見 (我が恒久であるという信条) 2. 疑（教えに対しての疑い） 3. 戒禁取（誤った戒律・禁制への執着） | 下分結       | 最大7回、欲界と天界を輪廻する |
| 一来                                          | 1. 有身見 (我が恒久であるという信条) 2. 疑（教えに対しての疑い） 3. 戒禁取（誤った戒律・禁制への執着） | 下分結       | 一度だけ人として輪廻する      |
| 不還                                          | 4. 欲への執着（欲愛） 5. 憤怒（瞋恚, パティガ）                                                        | 下分結       | 欲界及び天界には再び還らない  |
| 阿羅漢                                        | 6. 色貪 7. 無色貪 8. 慢, うぬぼれ 9. 掉挙 10. 無明                                                     | 上分結       | 三界には戻らず輪廻から解放    |

相応部ジャンブカーダカ相応では、遊行者に「阿羅漢果とはどのようなものか？」と問われたサーリプッタは、三毒の滅尽であると答えている。更に阿羅漢果に至る道を問われ、それは八正道であると答えている。

Yo kho āvuso rāgakkhayo dosakkhayo mohakkhayo idaṃ vuccati arahattanti. 
友よ、貪欲の滅尽、瞋恚の滅尽、愚痴の滅尽。これを阿羅漢果というのです。

### 大乗仏教
禅宗の中には、阿羅漢（にして四大声聞）だった摩訶迦葉に釈迦の正法が直伝されたとして、釈迦の弟子たちの修行の姿を理想化し、阿羅漢の図像を正法護持の祈願の対象とした宗派がある。
中国・日本では仏法を護持することを誓った16人の弟子を十六羅漢、第1回の仏典編集（結集：けちじゅう）に集まった500人の弟子を五百羅漢と称して尊崇することも盛んになった。

## 阿羅漢の例

### 十六羅漢

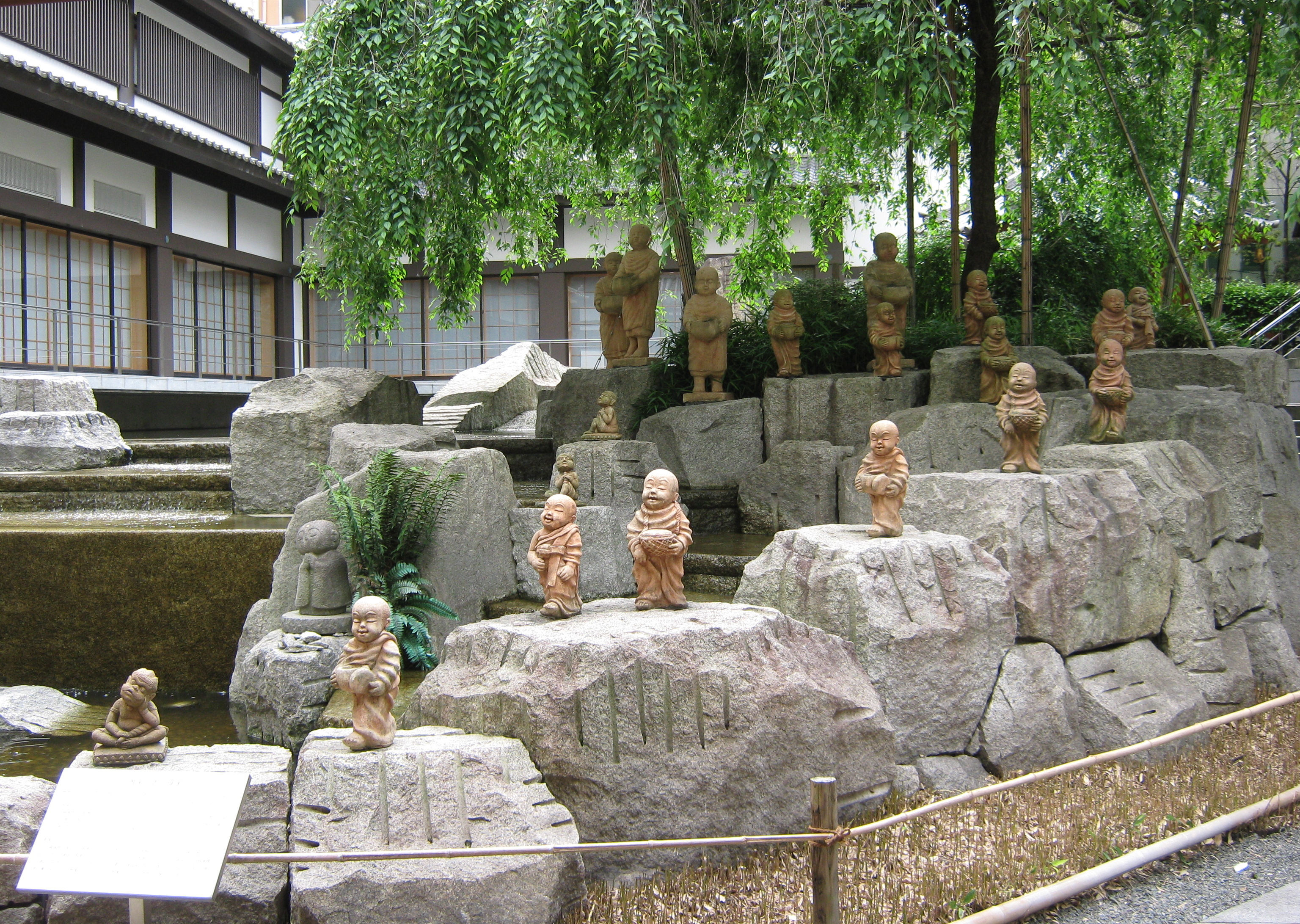
十六羅漢、羅漢の廻りには邪鬼もいる、六角堂、京都市中京区

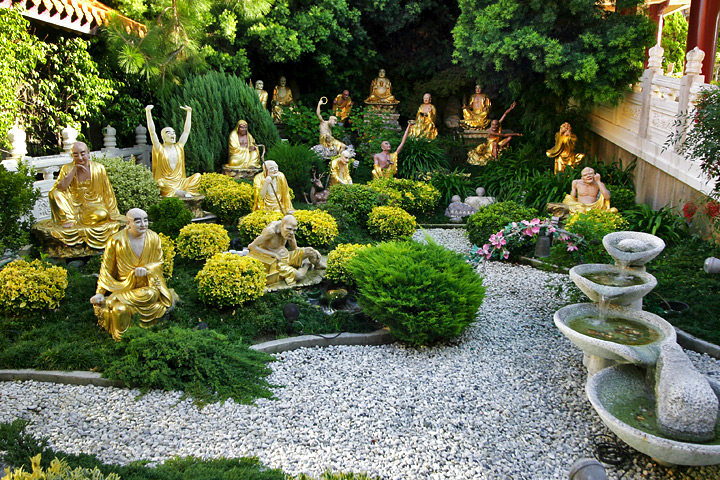
十六羅漢像

玄奘訳『大阿羅漢難提蜜多羅所説法住記』（だいあらかんなんだいみたらしょせつほうじゅうき、Nandimitrāvadāna）によると、仏滅800年経ち、ナンディミトラ（慶友）大阿羅漢が大衆に説いたとされる、仏勅を受けて永くこの世に住し衆生を済度する役割をもった16人の阿羅漢。
1. 賓度羅跋囉惰闍（びんどらばらだじゃ、ピンドーラ・バーラドゥヴァージャ Piṇḍola-bhāradvāja）[12]
眷属として1000阿羅漢を有し、西瞿陀尼洲（さいくだにしゅう、あるいは西牛貨洲：さいごけしゅう）に住す。
西瞿陀尼洲とは、須弥山世界の四大洲のうちの西大陸、アパラゴダーニーヤ・ドヴィーパ（Aparagodānīya-dvīpa）。
賓度羅跋囉惰闍は、賓頭盧尊者（びんずるそんじゃ）即ち「おびんずる様」として知られる。
2. 迦諾迦伐蹉（かなかばっさ、カナカヴァツァ Kanakavatsa）[12]
眷属として500阿羅漢を有し、北方の迦湿弥羅国（かしゅうみらこく、カシミール Uttarapradeśa-Kāśmīra）に住す。
3. 迦諾迦跋釐堕闍（かなかばりだじゃ、カナカバーラドゥヴァージャ Kanakabhāradvāja）[12]
眷属として600阿羅漢を有し、東勝身洲（とうしょうしんしゅう）に住す。
東勝身洲とは、須弥山世界の四大洲のうちの東大陸、プールヴァヴィデーハ・ドヴィーパ（Pūrvavideha-dvīpa）。
4. 蘇頻陀（すびんだ、スヴィンダ Suvinda）[12]
眷属として700阿羅漢を有し、北倶盧洲（ほっくるしゅう）に住す。
北倶盧洲とは、須弥山世界の四大洲のうちの北大陸、ウッタラクル・ドヴィーパ（Uttarakuru-dvīpa）。
5. 諾距羅（なこら、ナクラ Nakula）[12]
眷属として800阿羅漢を有し、南贍部洲（なんせんぶしゅう）に住す。
南贍部洲とは、須弥山世界の四大洲のうちの南大陸、ジャンブー・ドヴィーパ（Jambū-dvīpa）。
6. 跋陀羅（ばだら、バドラ Bhadra）[12]
眷属として900阿羅漢を有し、躭没羅洲（たんもらしゅう、ターンラ・ドヴィーパ Tāmra-dvīpa）に住す。
諸寺の浴室では首楞厳経の記述に随いこの尊者像が安置される事が多い。
7. 迦理迦（かりか、カーリカ Kālika）[12]
眷属として1000阿羅漢を有し、僧伽羅洲（そうからしゅう、シンハラ・ドヴィーパ Siṃhala-dvīpa）に住す。
8. 伐闍羅弗多羅（ばじゃらほたら、ヴァジュラプトラ Vajraputra）[12]
眷属として1100阿羅漢を有し、鉢剌拏洲（はらなしゅう、プラナサ・ドヴィーパ Pranasa-dvīpa）に住す。
9. 戍博迦（じゅばか、ジーヴァカ Jīvaka）[12]
眷属として900阿羅漢を有し、香酔山（こうすいせん、ガンダマーダナ・ギリ Gandhamādana-giri）中に住す。
香酔山とは、須弥山世界での南贍部洲の最北辺の山脈（これより北は、七金山（しちこんせん））。
10. 半託迦（はんたか、パンタカ Panthaka）[12]
眷属として1300阿羅漢を有し、三十三天（忉利天）に住す。
第16の注荼半託迦（周利槃特）の兄。摩訶槃特（マハー・パンタカ）のこと。
忉利天とは、須弥山世界の須弥山頂上。
11. 囉怙羅（らごら、ラーフラ Rāhula）[12]
眷属として900阿羅漢を有し、畢利颺瞿洲（びりようくしゅう、プリヤング・ドヴィーパ Priyaṃgu-dvīpa）に住す。
十大弟子の一人で、釈迦の実子。
12. 那迦犀那（なかさいな、ナーガセーナ Nāgasena）[12]
眷属として1200阿羅漢を有し、半度波山（はんどはせん、パーンダヴァ・ギリ Pāṇḍava-giri）に住す。
ミリンダ王の問いに出るナーガセーナと思われる。
13. 因掲陀（いんがだ、インガダ Ingada）[12]
眷属として1300阿羅漢を有し、廣脇山（こうぎょうせん、ヴィプラパールシュヴァ・ギリ Vipulapārśva-giri）に住す。
14. 伐那婆斯（ばなばす、ヴァナヴァーシン Vanavāsin）[12]
眷属として1400阿羅漢を有し、可住山（かじゅうせん、ヴァイデーハ・パルヴァタ Vaideha-parvata）に住す。
ヴァイデハは小ヒマラヤ山脈に比定される。
15. 阿氏多（あじた、アジタ Ajita）[12]
眷属として1500阿羅漢を有し、鷲峯山（じゅふせん、グリドラクータ・パルヴァタ Gṛdhrakūṭa-parvata）に住す。
仏典の一部で弥勒菩薩と同一視されることがある。
16. 注荼半託迦（ちゅだはんたか、チューダパンタカ Cūḍpanthaka）[12]
眷属として1600阿羅漢を有し、持軸山（じじくせん、イーシャーダラ・ギリ Īṣādhara-giri）に住す。
周利槃特のこと。
持軸山とは、須弥山世界の四大洲から須弥山に至る七金山（しちこんせん）のうち6番目（須弥山側からは2番目）の山脈。

### 十八羅漢
十六羅漢に大迦葉・軍徒鉢歎の2人か又は慶友（難提蜜多羅）・賓頭盧の2人を追加して十八羅漢と呼ばれる。追加される羅漢は経典によって差異がある。また、チベット仏教では、17番目をナンディミトラとし、18番目を玄奘三蔵としている。

### 五百羅漢
仏陀に常に付き添った500人の弟子、または仏滅後の第1回の結集（けつじゅう、仏典編集）に集まった弟子を五百羅漢と称して尊崇・敬愛することも盛んにおこなわれてきた。

## 羅漢図・羅漢像

### 著名な羅漢図・羅漢像

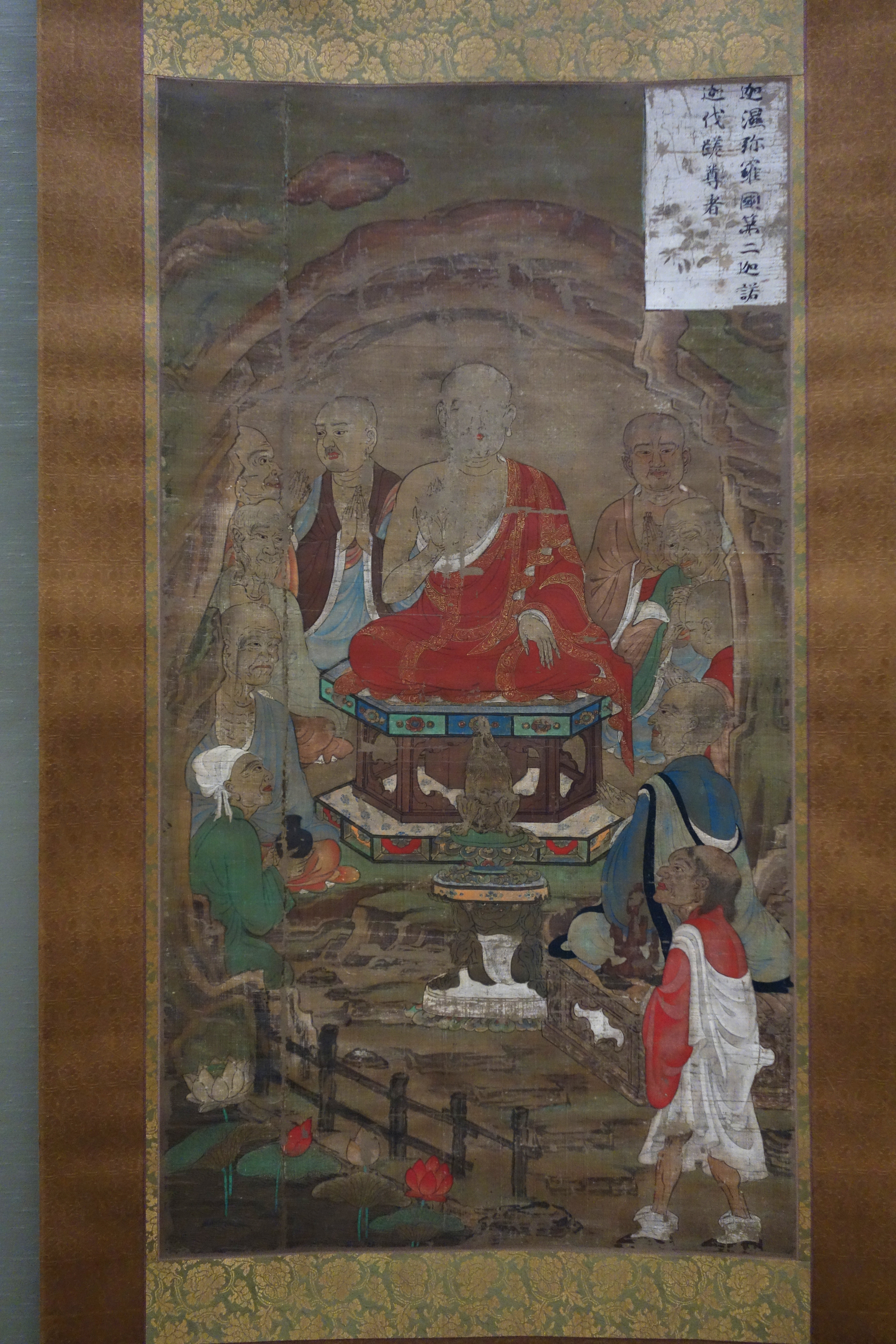
十六羅漢像（東京国立博物館）

- 国宝・絹本著色十六羅漢像 16幅（東京国立博物館）- 金大受, 南宋時代[12]。滋賀・聖衆来迎寺より購入
- 国宝・絹本著色十六羅漢図 10幅 （東京国立博物館）- 金大受, 南宋時代[15]
- 十六羅漢像
  - 建仁寺（京都府京都市）
  - 相国寺（京都府京都市、陸信忠作）
  - 久遠寺（山梨県南巨摩郡身延町）
  - ボストン美術館（米国、伊藤若冲作）
  - らかん児童公園（岩手県盛岡市）
  - 十六羅漢岩 (山形県遊佐町)
- 十六羅漢図
  - 高台寺（京都府京都市）[16]
- 十八羅漢像
  - 萬福寺（京都府宇治市）
  - 總持寺（神奈川県横浜市鶴見区：重要文化財）
- 五百羅漢像
  - 報恩寺（岩手県盛岡市）
  - 五百羅漢（岩手県遠野市）
  - 瑞祥院（江上山瑞祥禪院・五百羅漢、茨城県稲敷市江戸崎）
  - 喜多院（埼玉県川越市）
  - 少林寺（埼玉県寄居町末野）
  - 成田山新勝寺釈迦堂（千葉県成田市）
  - 乾坤山日本寺（千葉県鋸南町） - 千五百羅漢
  - 五百羅漢寺（東京都目黒区）
  - 増上寺（東京都港区） - 狩野一信・五百羅漢図
  - 玉宝寺（神奈川県小田原市）
  - 長安寺（神奈川県足柄下郡箱根町）
  - 願成就院（静岡県伊豆の国市）
  - 大法寺（長野県青木村）
  - 長慶寺（富山県富山市）
  - 竹成五百羅漢（三重県三重郡菰野町）大日堂境内
  - 天寧寺（滋賀県彦根市）
  - 円福院（滋賀県大津市）
  - 壺阪寺香高山五百羅漢（奈良県高取町高取）
  - 愛宕念仏寺（京都市右京区） - 千二百羅漢
  - 石峯寺（京都市伏見区）
  - 羅漢寺（兵庫県加西市） - 北条五百羅漢
  - 羅漢寺（島根県大田市大森町）
  - 地蔵寺（徳島県板野郡板野町）
  - 山野の石像群（福岡県嘉麻市）
  - 羅漢寺（大分県中津市）
  - 東光寺（大分県宇佐市）
  - 大雄寺（長崎県諫早市）
  - 碧雲寺（中国北京）
  - 千手観音と五百羅漢（中国遼寧省大連市旅順口区大黒石）
  - 西園寺（中国江蘇省蘇州）
  - 九華山百歳宮（中国安徽省池州）
  - 帰元禅寺（中国湖北省武漢）
  - 宝光寺（中国四川省成都）
  - 筇竹寺（中国雲南省昆明）
  - 萬佛寺（中国香港）

### ギャラリー

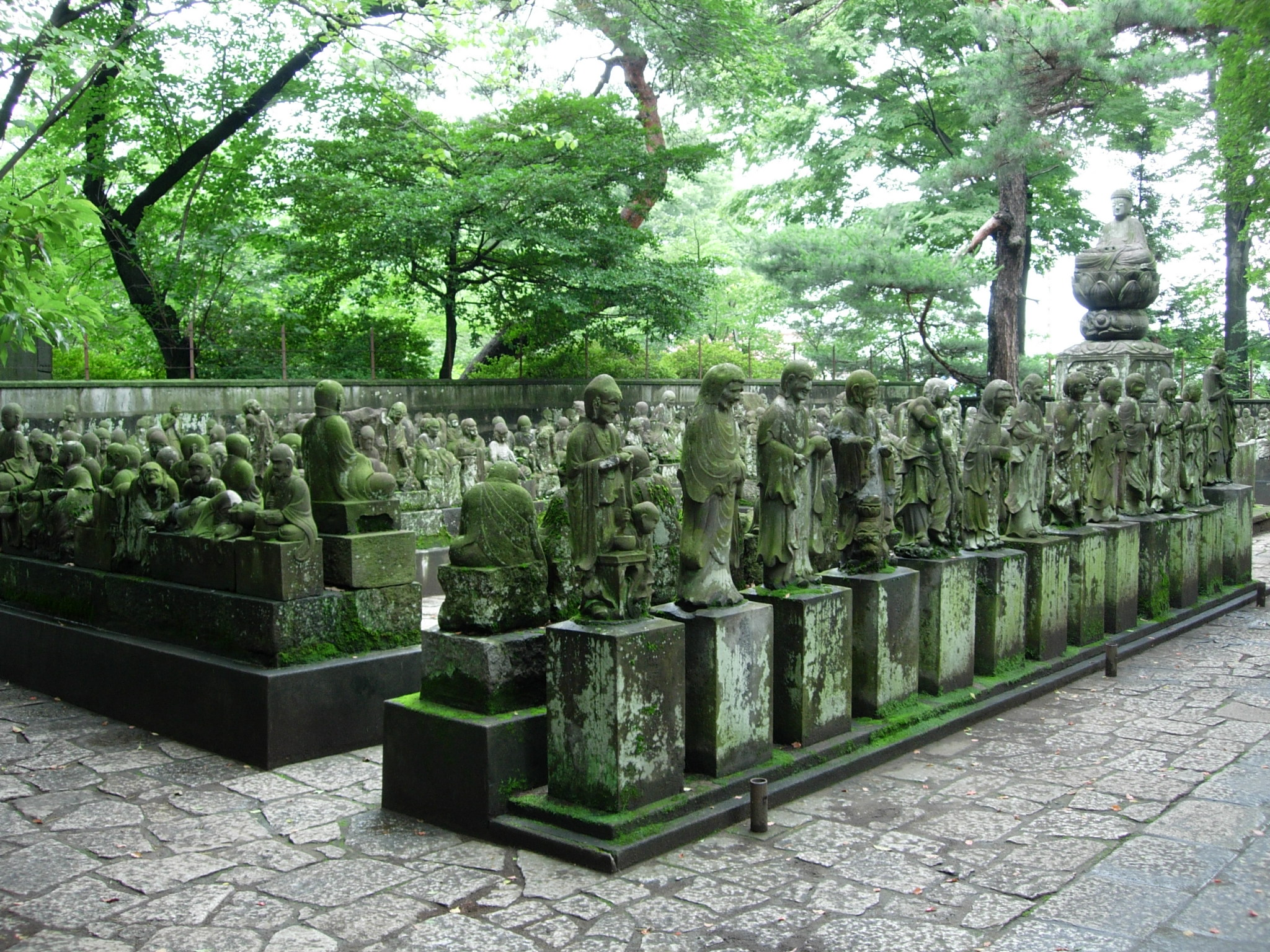
喜多院（川越市）
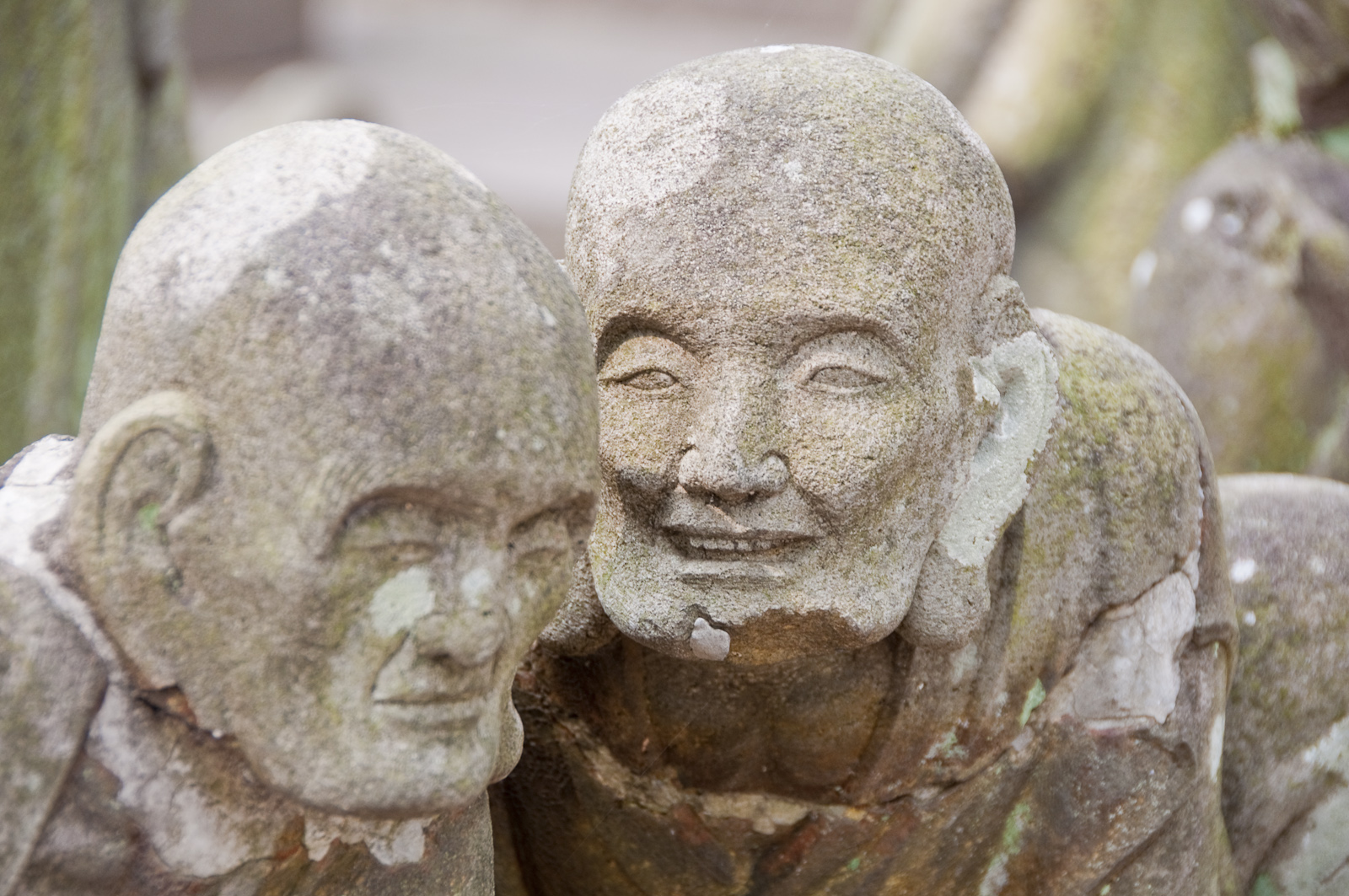
喜多院（川越市）
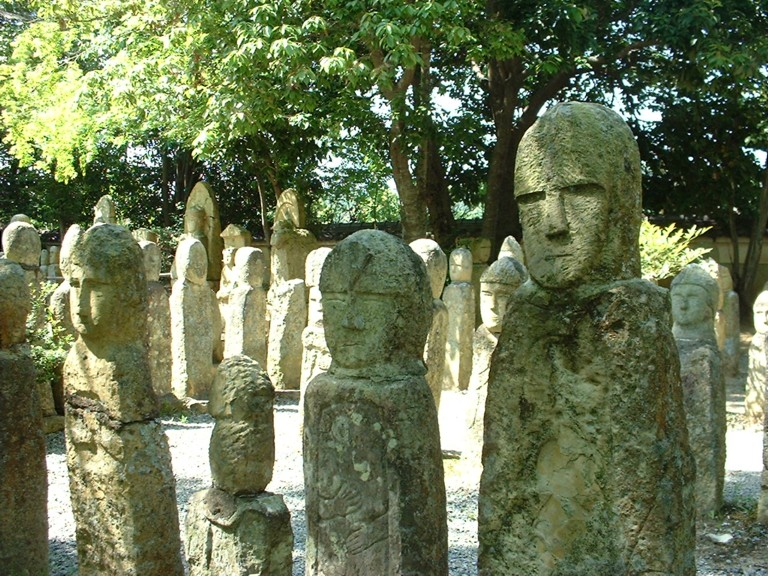
羅漢寺（加西市）
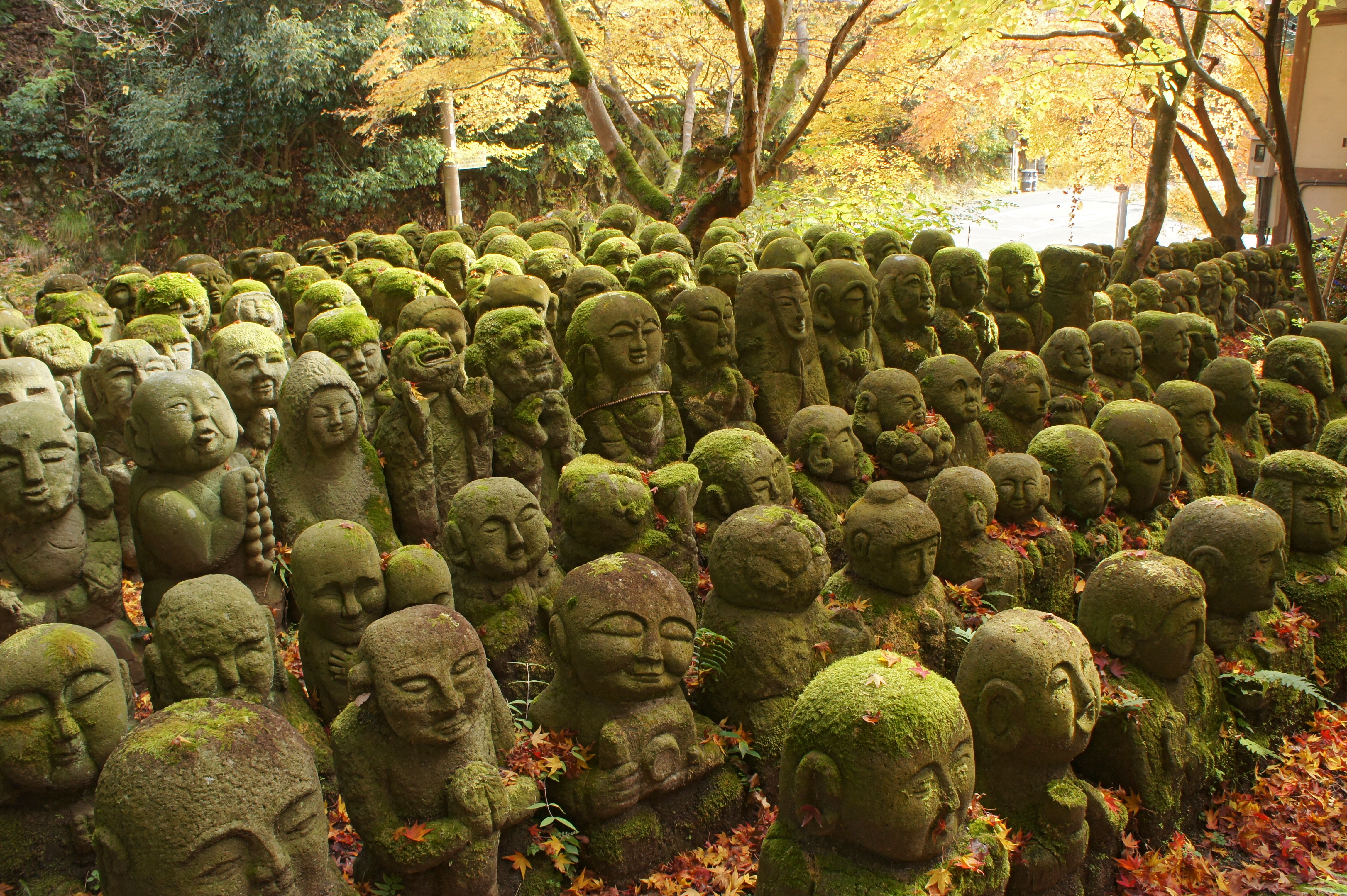
愛宕念仏寺
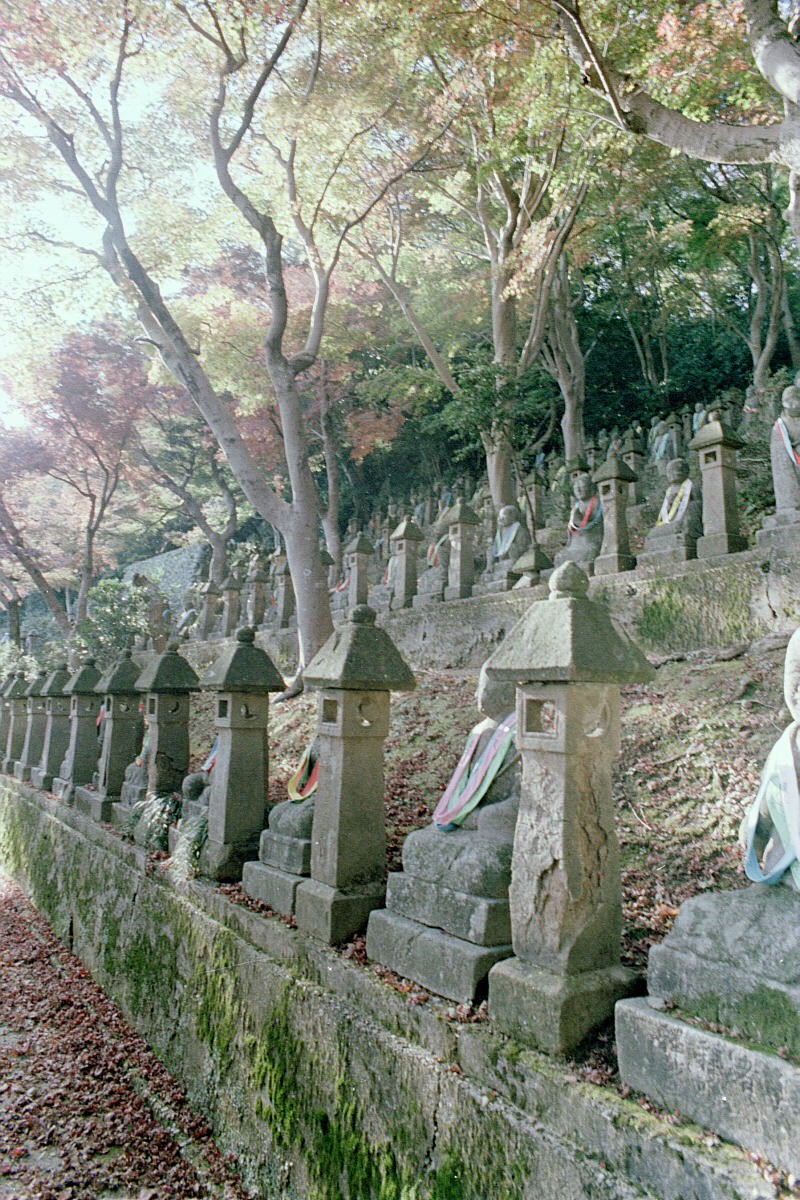
長慶寺（富山市）